# Guy Butler
Guy Montagu Butler (Harrow, 25 augustus 1899 – St. Neots, 22 februari 1981) was een Brits atleet. Hij won als lid van het Britse 4 x 400 m estafette-team de gouden medaille tijdens de Olympische Spelen van 1920 en de zilveren medaille op de 400 meter, vier jaar later won Butler op de Olympische Spelen van 1924 de bronzen medaille op de 400 meter en de 4x400 meter estafette.

## Palmares

### 200 m
- 1928: KF OS - 22,8

### 400 m
- 1920:  OS - 49,2
- 1924:  OS - 48,6

### 4 x 400 m
- 1920:  OS - 3.22,2
- 1920:  OS - 3.17,4

1912: Sheppard, Lindberg, Meredith, Reidpath ·
1920: Griffiths, Lindsay, Ainsworth-Davis, Butler ·
1924: Cochran, Helffrich, MacDonald, Stevenson ·
1928: Baird, Alderman, Spencer, Barbuti ·
1932: Fuqua, Ablowich, Warner, Carr ·
1936: Wolff, Rampling, Roberts, Brown ·
1948: Harnden, Bourland, Cochran, Whitfield ·
1952: Wint, Laing, McKenley, Rhoden ·
1956: Jenkins, Jones, Mashburn, Courtney ·
1960: Yerman, Young, G. Davis, O. Davis ·
1964: Cassell, Larrabee, Williams, Carr ·
1968: Matthews, Freeman, James, Evans ·
1972: Asati, Nyamau, Ouko, Sang ·
1976: Frazier, Brown, Newhouse, Parks ·
1980: Valiulis, Linge, Tsjernetski, Markin ·
1984: Nix, Armstead, Babers, McKay ·
1988: Everett, Lewis, Robinzine, Reynolds ·
1992: Valmon, Watts, Johnson, Lewis ·
1996: Harrison, Smith, Mills, Maybank ·
2000: Bada, Chukwu, Monye, Udo-Obong  ·
2004: Harris, Brew, Wariner, Williamson ·
2008: Merritt, Taylor, Neville, Wariner ·
2012: Brown, Pinder, Mathieu, Miller ·
2016: Hall, McQuay, Roberts, Merritt ·
2020: Cherry, Norman, Deadmon, Benjamin ·
2024: Bailey, Norwood, Deadmon, Benjamin
- Bibliothèque nationale de France: cb177150989 (data)
- International Standard Name Identifier: 0000 0004 6456 6572
- Virtual International Authority File: 7050152080608107230002